# Bataille de Loudoun Hill
 (juin 2017).
Première guerre d'indépendance de l'Écosse
Batailles
La bataille de Loudoun Hill opposa Anglais et Écossais le 10 mai 1307, lors de la première guerre d’indépendance de l’Écosse.
Les Écossais, sous la conduite de leur roi Robert Bruce, en sortirent vainqueurs.

## Le retour de Robert Bruce
Après ses défaites lors des batailles de Methven et de Dalrigh à l'été 1306, le nouveau roi d'Écosse Robert Bruce était réduit à vivre comme un fugitif, disparaissant également des chroniques historiques pendant plusieurs mois. Il ne réapparaît qu'en février 1307, débarquant dans le Sud-Ouest de l'Écosse avec des soldats pour la plupart recrutés sur les Îles occidentales. Il se dirige alors vers son comté de Carrick, où il peut compter sur le soutien local. La campagne présente également l'avantage pour l'armée écossaise de mener des actions de guérilla sans être détectée.
Son attaque est cependant audacieuse. La frontière anglaise est proche, gardée par les vassaux d'Édouard Ier, et le Galloway, adjacent au comté de Carrick, est composé de farouches adhérents de Jean Balliol et son neveu John III Comyn, assassiné par Bruce en février 1306. Lorsque ses frères Thomas et Alexandre de Brus tentent un débarquement à Loch Ryan, ils sont capturés et exécutés par Dungal MacDouall, un partisan local de Balliol.
Bruce a retenu la leçon de Methven ; il comprend qu'il ne doit plus jamais être attiré sur le champ de bataille par un ennemi en supériorité numérique. Il prend ainsi en embuscade l'armée anglaise à Glen Trool le 31 mars 1307.

## Loudoun Hill
Après cette première victoire encourageante, Bruce se déplace vers le Nord du Ayrshire et entre à Muirkirk début mai. Il apprend que Aymar de Valence a rassemblé une grande armée pour l'intercepter une fois pour toutes. Bruce s'établit sur la colline de Loudoun Hill, entourée de marais. Les soldats écossais construisent des fossés afin de ralentir la progression des Anglais.
Valence, qui veut escalader la colline, pénètre sur le terrain mais la difficulté du terrain le conduit à déployer sur toute la longueur de la colline son armée. Valence attaque dans la précipitation, ce qui rappelle le début de l'attaque anglaise inconsciente lors de la bataille du pont de Stirling en 1297.
Les lanciers écossais chargent les Anglais qui, désorganisés, s'enfuient en catastrophe. Une centaine d'Anglais sont tués lors du combat qui est bref. Valence échappe de peu à la capture et se réfugie au château de Bothwell.

## Suites
Trois jours après la bataille de Loudoun Hill, Bruce défait une autre armée commandée par le comte de Gloucester.
Édouard Ier, parti pour l'Écosse en personne au printemps 1307, est touché par la dysenterie et son état s'aggrave. Le 6 juillet, il campe à Burgh by Sands, à la frontière écossaise. Le lendemain matin, il meurt dans les bras des serviteurs venus le lever. Robert Bruce aurait ironisé sur la piètre capacité du nouveau roi Édouard II :

« J'ai plus peur des os du père décédé que du fils vivant ; et, par tous les saints, il était plus difficile d'obtenir un demi-pied de terrain du vieux roi qu'un royaume entier du fils ! »